# Roberto de Courtenay
Roberto I de Constantinopla o también Roberto de Courtenay (1201 - Morea, Grecia  enero de 1228), fue emperador latino de Constantinopla desde 1221 hasta 1228. Fue tan ineficaz que el Imperio latino (consolidado por su tío, Enrique de Flandes) fue reducido enormemente al final de su reinado. 
Roberto era un hijo de Pedro II de Courtenay (murió a principios de 1219) y Yolanda de Flandes y Henao, que fue la emperatriz regente de sus hijos hasta su muerte en septiembre de 1219. Su hijo mayor, Felipe, rehusó abandonar Francia y renunció a la sucesión en favor de Roberto, un joven irresponsable, que fue coronado en Constantinopla el 25 de marzo de 1221. Roberto se comprometió con Eudoxia Lascarina, hija del emperador griego de Nicea, Teodoro I Láscaris. En 1225 el sucesor de Teodoro, Juan III Ducas Vatatzés, obligó a Roberto a ceder la mayor parte de los territorios orientales de su Imperio latino en Asia Menor, y para 1228 Teodoro Comneno Ducas, el déspota de Epiro, se apoderó de Tesalónica y fue coronado allí emperador. Mientras tanto Roberto había repudiado a Eudoxia y tomó una amante francesa, que fue mutilada en la revuelta que siguió por los propios barones de Roberto. Huyó a Roma para pedir un resarcimiento al Papa, quien le convenció de volver a Constantinopla, pero en su viaje de regreso, a principios de 1228, murió en Morea.

## Biografía
Después de la muerte sin herederos de Enrique de Flandes, emperador latino de Constantinopla, la corona imperial fue ofrecida al rey Andrés II de Hungría, quien se había negado, luego a Pedro II de Courtenay, que sí había aceptado. Mientras su esposa Yolanda, hermana de Enrique de Flandes, fue a Constantinopla por barco, Pedro de Courtenay prefirió ir por tierra, pero fue atacado y tomado prisionero en Durazzo por Teodoro Comneno Ducas, déspota de Epiro en 1217. Murió poco tiempo después sin ver Constantinopla. Yolanda de Flandes aseguraría el gobierno imperial, pero fallecería el 24 o 26 de agosto de 1219.
Los barones propusieron la corona de Constantinopla a Felipe, el hijo mayor de Pedro II y Yolanda, que prefirió conservar el Marquesado de Namur y rehusó la corona imperial. Roberto, el segundo hijo, aceptó y partió de Namur en el otoño de 1220. Roberto pasó las fiestas de Navidad y parte del invierno en la corte de Andrés II de Hungría, su cuñado, luego retomaría el camino a Constantinopla, donde sería coronado el 25 de marzo de 1221, en la Iglesia de Santa Sofía.
Buscaba únicamente la paz, pero el Imperio era en ese entonces presa de las ambiciones de dos de sus vecinos, el Despotado de Epiro y el Imperio de Nicea, ambas derivadas de la desmembración del Imperio bizantino en 1204 y que trataban de recuperar Constantinopla de los latinos. La primera hostilidad provenía de Teodoro Comneno Ducas, déspota de Epiro, que invadió Tesalia en 1221 y conquistó el Reino de Tesalónica en 1224 proclamándose emperador en aquella ciudad. Su hijo, Demetrio de Montferrato partió hacia Occidente para buscar ayuda, pero no pudo obtenerla. Roberto, aunque estaba combatiendo contra el Imperio de Nicea, envió un ejército en su ayuda, pero fue atacado frente a Serres y tuvo que retirarse a Tracia.
Frente a Teodoro I Láscaris, el emperador de Nicea, Roberto no tuvo mucho éxito. Teodoro se casó con María de Courtenay, la hermana de Roberto y, teniendo en cuenta que tenía derechos al Imperio, conquistó parte de la costa asiática del Imperio latino. Para hacer frente a Teodoro Comneno Ducas, Roberto negoció una tregua con Teodoro Láscaris, que viendo el carácter indolente de Roberto, decidió dar a su tercera hija en matrimonio para un mejor control, pero la oposición del patriarca griego en las relaciones sobre estos matrimonios, termina frustrándolo. Teodoro Láscaris murió poco después, y su yerno Juan III Ducas Vatatzés lo sucede a expensas de los hermanos de Teodoro, Alejo e Isaac Láscaris. Este último huyó a Constantinopla y convenció a Roberto de hacer la guerra a Juan Vatatzés, pero el ejército latino sufrió una severa derrota en Pemaneno en 1224. Roberto pierde Bitinia, los hermanos Láscaris son capturados y cegados. Aprovechando su éxito, Juan Vatatzés invade Europa y toma la ciudad de Adrianópolis, pero esta última es tomada en 1225 por Teodoro Comneno. A partir de esa fecha, el Imperio latino está condenado a desaparecer, y la única incógnita era quién sería el vencedor, el emperador de Epiro o el de Nicea.
Descrito como tonto por los cronistas de la época, Roberto de Courtenay reaccionó débilmente ante estos reveses, en 1224 buscó refuerzos en el rey Luis VIII de Francia, que, preparándose para ir a una cruzada contra los albigenses, no le pudo enviar. En 1225, Guillermo VI de Montferrato, trató de recuperar el Reino de Tesalónica en nombre de su hermano Demetrio, pero murió el 17 de septiembre de 1225 dando lugar a la retirada de su ejército.
Roberto perdió interés en su Imperio y no saco provecho de la rivalidad entre el Despotado de Epiro y el Imperio de Nicea. Despreciado por sus barones y desacreditado por la pérdida de Adrianópolis, Tracia y Bitinia, se entregó al libertinaje y los placeres. Roberto raptó a la hija comprometida de un caballero de Neuville-en-Artois y se casaron en secreto. El novio es expulsado por unos cuantos barones que irrumpieron en el palacio para cortar los labios y la nariz de la novia, sin que Roberto pudiera hacer algo para protegerla. Avergonzado y temiendo por su seguridad, huyó a Roma ante el Papa Honorio III, quien le reprochó por su conducta y le ordenó regresar a Constantinopla y redimir su conducta, pero Roberto muere de una enfermedad a su regreso, durante una escala en Morea.